# Саша (альбом)
«Саша» (стилизовано как Sasha) — дебютный студийный альбом российской певицы Саши. Выпущен в мае 2003 года на лейбле АРС Records.

## Предыстория и релиз
Первоначально альбом планировалось выпустить в начале февраля 2001 года. Тогда же велись переговоры с несколькими фирмами звукозаписи. В апреле того же года стало известно, что альбом выйдет 9 мая на лейбле «Граммофон Рекордз», и что в него войдут 12 треков и три видеоклипа. Было также объявлено название диска и анонсирована песня «Не надо слов», которую написала сама Саша, но релиз и презентацию альбома перенесли на 1 июля. Однако вскоре из-за разногласий певица прекратила сотрудничество с продюсером Андреем Кузнецовым и диск так и не вышел. Чуть позже Саша объявила о возвращении на сцену с новой творческой командой и анонсировала новую песню «Не получилось, не срослось», которую написали участники группы «Гости из будущего». Кроме того, певица сотрудничала с Виктором Гуревичем, написавшим композицию «Прощаю», солистом группы «Однажды» Сергеем Низовцевым, Сергеем Галояном, Анатолием Зубковым и другими авторами. В начале августа 2002 года в спортзале одной из московских школ состоялись съёмки клипа на трек «За туманом», который в дальнейшем вошёл в альбом.
Презентация альбома состоялась 13 мая 2003 года в развлекательном комплексе «Метелица». В диск вошли 11 композиций, два ремикса и два видеоклипа. В том же году композиция «Не надо слов» стала саундтреком к сериалу «Женский роман».

## Отзывы критиков
Наталья Светлакова с сайта Intermedia дала диску положительную оценку. Обозреватель высоко оценила вокальные данные и манеру пения исполнительницы. По её мнению, тексты песен «хоть не выдающиеся, но во всяком случае добротные и хорошо срифмованные». О музыке она отозвалась как о «прозрачной, танцевальной, без претензий на оригинальность, но сделанной в соответствии с последними клубными веяниями»: «лёгкие аранжировки не перегружены эффектами, и 'раздваивающийся' Сашин голос или эхо делают музыку более примечательной».

## Список композиций
| №   | Название                             | Текст песни                      | Музыка             | Длительность |
| --- | ------------------------------------ | -------------------------------- | ------------------ | ------------ |
| 1.  | «Просто дождь»                       | Илья Зудин                       | Зудин              | 3:45         |
| 2.  | «За туманом»                         | Денис Майданов                   | Сергей Низовцев    | 4:12         |
| 3.  | «Ночь любви»                         | Владимир Давыдов, Владимир Орлов | Орлов              | 3:48         |
| 4.  | «Бедное сердце»                      | Майданов                         | Низовцев           | 4:12         |
| 5.  | «Заведу»                             | Е. Сорокина                      | Сергей Немировский | 3:27         |
| 6.  | «Выше неба»                          | Владимир Кубышкин                | Сергей Галоян      | 3:53         |
| 7.  | «Не надо слов»                       | Саша                             | Саша               | 4:04         |
| 8.  | «Не получилось, не срослось»         | Ева Польна                       | Юрий Усачёв        | 3:36         |
| 9.  | «Небо далеко»                        | Инна Каминская                   | Анатолий Зубков    | 3:27         |
| 10. | «Прощаю»                             | Ольга Куланина                   | Виктор Гуревич     | 3:21         |
| 11. | «Знаешь»                             | П. Почтарёв                      | Почтарёв           | 3:48         |
| 12. | «Не получилось, не срослось (Remix)» | Польна                           | Усачёв             | 4:33         |
| 13. | «Просто дождь (Remix)»               | Зудин                            | Зудин              | 4:33         |

| №  | Название     | Режиссёр         | Длительность |
| -- | ------------ | ---------------- | ------------ |
| 1. | «За туманом» | Александр Игудин | 4:18         |
| 2. | «Заведу»     | Игудин           | 3:45         |